# روي استرادا
روي استرادا (بالإنجليزية: Roy Estrada)‏ (و. 1943 – م) هو مغن، وموسيقي، وكاتب غنائي، ومغن مؤلف، وعازف قيثارة، وملحن من الولايات المتحدة الأمريكية . ولد في سانتا آنا، كاليفورنيا .

## روابط خارجية
- روي استرادا على موقع IMDb (الإنجليزية)
- روي استرادا على موقع ميوزك برينز (الإنجليزية)
- روي استرادا على موقع ديسكوغز (الإنجليزية)
- روي استرادا على موقع كينوبويسك (الروسية)